# Stefano Giraldi
Stefano Giraldi (Pistoia, 1 mei 1968) is een Italiaans voormalig wielrenner.

## Belangrijkste overwinningen
1996
- 1e etappe Ronde van Slovenië

## Resultaten in voornaamste wedstrijden
| Jaar | Ronde van Italië | Ronde van Frankrijk | Ronde van Spanje |
| ---- | ---------------- | ------------------- | ---------------- |
| 1992 |                  |                     |                  |
| 1993 |                  |                     |                  |
| 1995 |                  |                     |                  |
| 1997 | opgave           |                     |                  |

| Jaar | Milaan-San Remo | Ronde van Lombardije |
| ---- | --------------- | -------------------- |
| 1992 | 203e            |                      |
| 1993 |                 | 52e                  |
| 1995 |                 | 24e                  |
| 1997 |                 |                      |